# Alien Syndrome (2007)
Alien Syndrome är ett datorspel från 2007 utvecklat till Nintendo Wii och Playstation Portable. Det är en uppföljare till datorspelet Alien Syndrome som gavs ut redan 1987.